# Odei Onaindia
Odei Onaindia Zabala (Lequeitio, Vizcaya, 7 de diciembre de 1989) es un futbolista español que juega como defensa en la S. D. Amorebieta de la Segunda Federación.

## Trayectoria
Llegó a la cantera del Athletic Club, en 2007, en categoría juvenil. En 2008 debutó en Tercera División en las filas del C. D. Elgoibar como cedido y, al año siguiente, se incorporó al C. D. Basconia. Tras una temporada en el segundo filial bilbaíno, se marchó a la Cultural de Durango. Su buena campaña le permitió firmar por la S. D. Amorebieta, recién ascendida a Segunda B. Después de dos temporadas, también como titular, fichó por el Barakaldo C. F. En el club fabril jugó dos campañas, donde continuó siendo un fijo en el once titular.
Para la campaña 2015-16 salió del País Vasco para jugar en las filas del Burgos C. F. En verano de 2016 vivió una situación peculiar, ya que primeramente fichó por el Marbella F. C., pero recibió la baja poco antes de comenzar la temporada. Pocos días después decidió aceptar la oferta del Bilbao Athletic, donde jugó los siguientes meses antes de regresar al Burgos en enero.
En la temporada 2017-18 se unió a la U. D. Melilla, donde mantuvo su estatus de titular. En agosto de 2018 fichó por el C. D. Mirandés. Con el club rojillo logró el ascenso a Segunda División en una temporada en la que disputó 32 encuentros.
Tras dos temporadas en Miranda de Ebro, decidió probar fortuna fuera de España y en septiembre de 2020 firmó con el Hyderabad F. C. indio. Después de un año allí, en el que formó parte del equipo ideal de la Superliga de India, en julio de 2021 regresó al C. D. Mirandés. Esta segunda etapa en el club duró un año, ya que en julio de 2022 optó por volver al Hyderabad F. C. Nuevamente estuvo una campaña en este equipo, en la que fueron segundos en la fase regular, y para la 2023-24 se unió al F. C. Goa.
En julio de 2025 se confirmó su vuelta a la S. D. Amorebieta después de trece años.

## Clubes
| Club                | País   | Año       | Partidos | Goles |
| ------------------- | ------ | --------- | -------- | ----- |
| C. D. Elgoibar      | España | 2008-2009 | 33       | 3     |
| C. D. Basconia      | España | 2009-2010 | 31       | 0     |
| Cultural de Durango | España | 2010-2011 | 34       | 2     |
| S. D. Amorebieta    | España | 2011-2013 | 71       | 0     |
| Barakaldo C. F.     | España | 2013-2015 | 74       | 0     |
| Burgos C. F.        | España | 2015-2016 | 31       | 0     |
| Bilbao Athletic     | España | 2016-2017 | 6        | 0     |
| Burgos C. F.        | España | 2017      | 19       | 2     |
| U. D. Melilla       | España | 2017-2018 | 38       | 1     |
| C. D. Mirandés      | España | 2018-2020 | 69       | 2     |
| Hyderabad F. C.     | India  | 2020-2021 | 20       | 0     |
| C. D. Mirandés      | España | 2021-2022 | 27       | 0     |
| Hyderabad F. C.     | India  | 2022-2023 | 29       | 1     |
| F. C. Goa           | India  | 2023-2025 | 61       | 1     |
| S. D. Amorebieta    | España | 2025-     |          |       |

## Palmarés

### Títulos nacionales
| Título             | Club      | País  | Año  |
| ------------------ | --------- | ----- | ---- |
| Supercopa de India | F. C. Goa | India | 2025 |